# Charles-Emmanuel Gratet de Dolomieu
Charles-Emmanuel Gratet de Dolomieu est un prêtre et homme politique français né le 24 août 1752 à Dolomieu (Isère) et décédé le 8 octobre 1789 à Versailles.

## Biographie
Frère du géologue Déodat Gratet de Dolomieu, il entre dans les ordres et devient chanoine à Vienne. Il est vicaire général en 1779. En 1781, il est abbé commendataire de Saint-Hilaire, dans le diocèse de Carcassonne. Il est député du clergé aux États généraux de 1789, pour la province du Dauphiné. Il se rallie au tiers-état dès le 26 juin.